# مارتن (داکوتای جنوبی)
مارتن(به انگلیسی: Martin) شهری در ایالت داکوتای جنوبی کشور ایالات متحده آمریکا است که جمعیت آن در سرشماری سال ۲۰۱۰ میلادی، ۱٬۰۷۱ نفر بوده‌است.